# Prokleta avlija
Prokleta avlija je roman bosanskohercegovačkog, hrvatskog i srpskog književnika Ive Andrića. Pisanje Proklete avlije Andrić je započeo između Prvog i Drugog svjetskog rata, a dovršio ga i objavio 1954. godine, smatra se piščevim remek-djelom. Godine 1984. po romanu je snimljen film. 

## O djelu
Roman Prokleta avlija Ive Andrića nastajao je između Prvoga i Drugoga svjetskoga rata, a dovršen i objavljen tek 1954. Iako spada među manje opsežna autorova djela, ono nije manje značajno, duboko i tajnovito od ostalih romana. Ovaj roman proglašen je i Andrićevim remek-djelom, te pripada njegovoj kasnijoj stvaralačkoj fazi, u kojoj je okupiran temama poput bosanske prošlosti, a i ljudske izgubljenosti.
U romanu je prikazan sumoran, očajan ambijent u kojemu vlada samo tiranska samovolja upravitelja Karađoza. Pojave i događaji su prikazani u svojoj potpunoj prolaznosti, što je još više dočarano samom prstenastom kompozicijom romana. Glavna priča, u ovom slučaju fra Petrova, drži na okupu više drugih priča i stalno se isprepliću ili vežu jedna na drugu. Tako se dobiva još melankoličnija i sjetnija atmosfera, jer sve navedene dogodovštine i osobe ostaju samo nečija priča i uspomena, a poslije možda više niti to.
Roman se također može smatrati i društveno-kritičkim. Manipulacije i sadizam silnika Karađoza, koji je i sam prije bio sitni kriminalac i probisvijet, nad zatvorenicima svojevrsna su personifikacija same Avlije unutar jedne osobe, odnosno sve njezine osobine kao što su surovost, grubost i nepopustljivost manifestiraju se kroz Karađozovo ponašanje, a on jedini istinski pripada toj Avliji.
Mora se napomenuti i njegova politika, da ovdje nitko ne može završiti nevin, a ako i završi, ostaje, jer mu baš takvi nedostaju, budući da sve vrvi krivcima, sadrži u sebi kritiku vlasti kao aparata sile. Roman može biti i metafora konstantne borbe dobra i zla, svjetla i tame u svijetu.
Koliko god bili nevini, u sustavu koji pogoduje jednom nadmoćnom pojedincu, ljudi su bespomoćni i vjerojatno zbog te nevinosti i podložni za još veće nepravde, kao što je vidljivo u romanu u Ćamilovu slučaju, koji je neshvaćeni intelektualac i lažno optužen za politički eksces, a Ćamil zapravo cijelo vrijeme nastoji pobjeći od svakodnevice.